# 沙湾村码头旧址
沙湾村码头旧址，是深圳市历史建筑之一，位于中国广东省深圳市宝安区西乡街道固戍社区沙湾村文昌路旁。该建筑物建于民國時代，属于近現代建築，为水利設施及附屬物。